# آيت مسروح الشرقية (كير)
آيت مسروح الشرقية هي إحدى مشيخات المملكة المغربية، تتبع جغرافيا لإقليم ميدلت وإداريًا لكير. يقدر عدد سكانها بـ 1010 نسمة حسب الإحصاء الرسمي للسكان والسكنى لسنة 2004.